# Kravany nad Dunajom
Kravany nad Dunajom (em húngaro: Karva) é um município da Eslováquia, situado no distrito de Komárno, na região de Nitra. Tem 15,88 km² de área e sua população em 2018 foi estimada em 714 habitantes.

## Demografia
| Ano:        | 1994 | 2004   | 2014   | 2024   |
| ----------- | ---- | ------ | ------ | ------ |
| Broj ljudi: | 779  | 759    | 727    | 703    |
| Razlika:    |      | -2,56% | -4,21% | -3,30% |

| Ano:               | 2023 | 2024   |
| ------------------ | ---- | ------ |
| Número de pessoas: | 718  | 703    |
| Diferença:         |      | -2,08% |